# Rorschacherberg
Rorschacherberg is een gemeente en plaats in het Zwitserse kanton Sankt Gallen, en maakt deel uit van het district Rorschach.
Rorschacherberg telt 6466 inwoners.